# Синва
Синва (венг. Szinva) — река в северной Венгрии, приток реки Шайо. Исток расположен в Карпатах. Река имеет длину 30 километров, 20 из которых проходят по городу Мишкольцу, по которому река протекает с запада на восток. Через реку было построено более 70 мостов, а местами река течёт под землёй.
Строительство дамб на Синве и соседнем ручье Гарадна стало причиной появления озера Хамори примерно в 1770 году. На Синве расположены самые высокие в стране водопады, что является хорошим развлечением для туристов. Поскольку основная вода реки используется для снабжения города, а летом верховья реки часто высыхают, вода для водопадов качается насосами.
Синва стала причиной большого наводнения в 1878 году, одного из самых больших в XIX веке. Во время наводнения погибло около 400 человек, а центр Мишкольца был практически уничтожен.
До 1990 года, пока Мишкольц был центром тяжёлой промышленности, воды реки были очень загрязнены, в основном из-за бумажной фабрики. Сегодня она гораздо чище и в ней даже водится рыба.
Один из крупнейших торговых центров Мишкольца был построен по обе стороны реки, а здания соединены мостом через Синву. Вновь построенная площадь, «Терраса Синвы» также названа в честь реки.